# معالجة الإشارة التماثلية

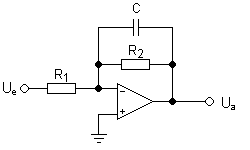
مخطط الدائرة لمرشح التمرير المنخفض النشط مع رموز لجهد الدخل (Ue) والجهد الناتج (Ua)

معالجة الإشارة التماثلية هي كما يوحي الاسم عبارة عن معالجة وتطبيق مؤثرات رياضية على إشارة تماثلية التي تمثل عادة جهد كهربي أو تيار، يمكن معالجة الإشارة التماثلية في أكثر من مجال ولكن أشهرها وأكثرها شيوعا :
- مجال الزمن
- مجال التردد
- مجال لابلاس

يرجع السبب تعدد المجالات إلى أن إجراء العمليات على الإشارة يختلف في طريقته من مجال لكنه دائما يفرز نفس النتيجة.

## أدوات المعالجة
هناك عدد الأدوات التي يمكن بها معالجة إشارة ما وسبرها في نظام خطي مستقل زمنيا وأهمها :
- الطي وتستعمل لمعرفة نتيجة الخرج عند تطبيق دخل ما، يحتاج فيه إلى معرفة الاستجابة النبضية للنظام
- تحويل فورير لتحويل دوال النظام من مجال الزمن إلى التردد والعكس لالتماس أسهل الطرق للمعالجة وأيضا تحديد طيف التردد
- الارتباط لإعطاء فكرة عن مدى التشابه بين إشارتين مختلفتين
- تحويل لابلاس لتحويل دوال النظام من مجال الزمن إلى لابلاس والعكس لتسهيل بعض العمليات وتحديد منطقة التقارب

## أنواع الإشارات
- إشارة جيبية
- إشارة النبضة
- إشارة الخطوة